# Ivan Germek
Ivan Germek, italijanski jezuit in misijonar slovenskega rodu v Indiji, * 5. januar 1906, Tomaj, † 7. julij 1976, Ootakamund, Indija.

## Življenje in delo
Po končani vajeniški šoli je leta 1924 vstopil v beneško provinco Družbe Jezusove in 1928 odpotoval v Indijo. Ustavil se je v južnoindijski zvezni državi Kerala, kjer se dviga čez 2.600 m visoko gorovje Nilgiris - Modre gore, znane po letoviščih in zdraviliščih. V Kalikutu je organiziral mehanično delavnico in poučeval na šoli za mehanike v Mangaloru. V letih 1942−1945 je bil kot italijanski  državljan zaprt v koncentracijskem taborišču v severni Indiji. Po končani vojni je delal v mizarskih učnih delavnicah v Bangaloreju in Ootakamundu. Germek je bil nadarjen mizar in vzgojitelj. Učence je uvajal v mizarsko stroko in z njimi izdeloval pohištvo za področje Nilgirisa. Njegove delavnice so bile moderno opremljene z italijanskimi stroji. Umrl je zaradi tromboze.